# Bundesregierung Streeruwitz
Die Bundesregierung Streeruwitz war vom 4. Mai 1929 bis zum 25. September 1929 eine kurzlebige österreichische Bundesregierung.

## Vorgeschichte
Die Umstände für eine neue Regierung waren nicht ideal: Österreich hatte einen der strengsten Winter hinter sich – in Innsbruck wurden am 12. Februar 1929 minus 31,5 Grad gemessen. Teilweise fielen Kohlelieferungen aus der Tschechoslowakei aus. Dazu kam die beginnende Weltwirtschaftskrise mit sprunghaft steigenden Arbeitslosenzahlen. In Wien stellte das Bundesheer auf der Straße mobile Suppenküchen auf.
Nach dem Rücktritt Ignaz Seipels am 3. April 1929 wurde vom Hauptausschuss des Nationalrates Ernst Streeruwitz mit der Bildung der Bundesregierung betraut.

## Mitglieder
| Amt                                          | Amtsinhaber               | Partei |
| -------------------------------------------- | ------------------------- | ------ |
| Bundeskanzler                                | Ernst Streeruwitz         | CSP    |
| Vizekanzler                                  | Vinzenz Schumy            | LBd    |
| Bundesminister für Justiz                    | Franz Slama               | GDVP   |
| Bundesminister für Unterricht                | Emmerich Czermak          | CSP    |
| Bundesminister für soziale Verwaltung        | Josef Resch               | CSP    |
| Bundesminister für Finanzen                  | Johann Josef Mittelberger | CSP    |
| Bundesminister für Land- und Forstwirtschaft | Florian Födermayr         | CSP    |
| Bundesminister für Handel und Verkehr        | Hans Schürff              | GDVP   |
| Bundesminister für das Heereswesen           | Carl Vaugoin              | CSP    |

## Wirken
Durch seine Ansage in der Regierungserklärung, den „Ausgleich schwebender Meinungsverschiedenheiten denjenigen“ zu überlassen, „die vom Volk gewählt sind“ (also den Parlamentsabgeordneten), macht sich Ernst Streeruwitz sofort die Heimwehr zum Gegner.
Zu den Erfolgen der Regierung gehörte ein neues Mietengesetz, eine Novelle zum Arbeitslosenversicherungsgesetz und das Kleinrentnergesetz. Bundeskanzler Streeruwitz verhandelte geschickt mit der sozialdemokratischen Opposition und war für seine zielorientierte und pragmatische Politik geschätzt.
Eine blutige Auseinandersetzung im August 1929 zwischen dem sozialistischen Schutzbund und der zunehmend faschistisch eingestellten Heimwehr in Sankt Lorenzen im Mürztal
veranlasste den Landbund, bei Bundeskanzler Streeruwitz eine Verfassungsreform zu fordern. Streeruwitz ging darauf ein und setzte ein Komitee ein, um einen Entwurf dafür zu erarbeiten. Der Landeshauptmann von Tirol Franz Stump und der Bundesführer der Heimwehr Richard Steidle attackierten Streeruwitz, dass er dem „Marxismus“ gegenüber zu viel „Duldsamkeit“ gezeigt hätte. Die Heimwehren drohten den immer wieder angekündigten „Marsch auf Wien“ nun tatsächlich durchzuführen. Am 20. September erschien im Organ des niederösterreichischen Heimatschutzverbandes eine „letzte Warnung!“ Darin wurde vor einer Verwässerung der Verfassungsreform und vor „faulen Kompromissen mit den Marxisten“ gewarnt. Ein Putsch der Heimwehr stand im Raum, an den Börsen fielen die Kurse und ein Wertverfall der Währung war vorauszuahnen. Streeruwitz erklärte daraufhin am 25. September, in Anbetracht der politischen Situation die Verfassungsreform einer anderen Regierung zu überlassen und trat zurück. Als Nachfolger schlug er den Polizeipräsidenten Johann Schober vor. Der Verfassungsentwurf wurde nach Überarbeitung durch die Bundesregierung Schober III Basis für die Verfassungsnovelle 1929.
Streeruwitz wurde noch mit der Fortführung der Regierungsgeschäfte bis 26. September betraut, bevor Schober erneut Bundeskanzler wurde.